# Marcelów (gmina Jedlińsk)
Marcelów – wieś w Polsce, położona w województwie mazowieckim, w powiecie radomskim, w gminie Jedlińsk.
Wieś wchodzi w skład sołectwa Wsola.
Do 2024 r. miejscowość była przysiółkiem wsi Wsola. W latach 1975–1998 przysiółek położony był w województwie radomskim.
Na północ od wsi przepływa rzeka Radomka, na której zbudowano śluzę i most, przez który przebiega droga łącząca Marcelów z Piasecznem.
W latach 1933–1954 wieś Marcelów należała do jednostki pomocniczej gmin – gromady Piaseczno w gminie Jedlińsk, a w latach 1954-1972 wchodziła w skład nowo utworzonej gromady Wsola. 1 stycznia 1973 ponownie przyłączono ją do reaktywowanej gminy Jedlińsk.

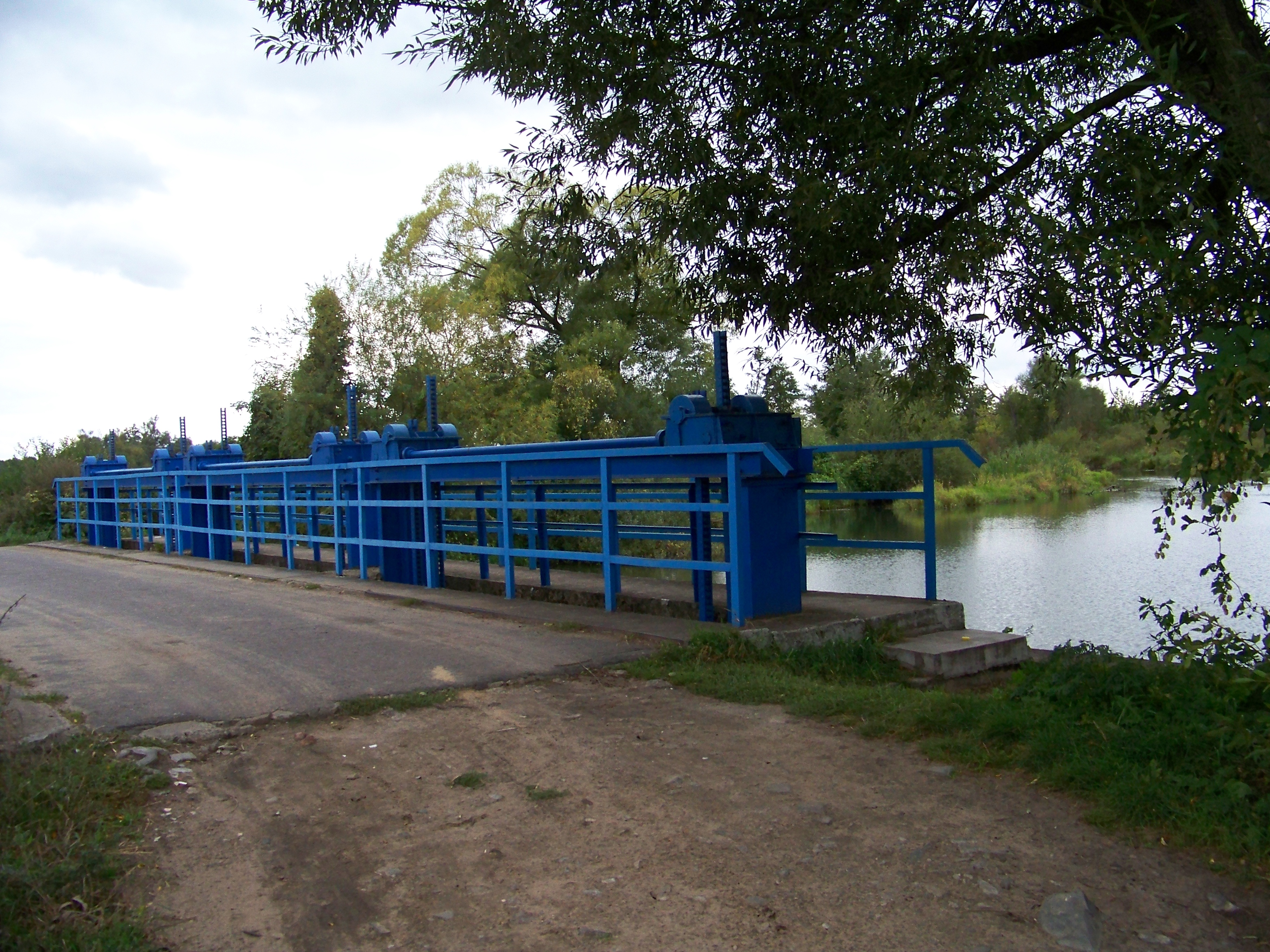
Śluza w okolicach Marcelowa na Radomce

Wierni kościoła rzymskokatolickiego należą do parafii św. Bartłomieja we Wsoli.